# Міжнародна літературна премія
Міжнародна літературна премія (нім. Internationaler Literaturpreis – Haus der Kulturen der Welt) — німецька літературна премія за міжнародну прозу, перекладену німецькою мовою вперше. Премія присуджується щорічно Haus der Kulturen der Welt та фундацією «Elementarteilchen» з 2009 року Автори-переможці отримують 20 000 євро, а перекладачі — 15 000 євро. Нагороду порівнюють як німецький еквівалент нагороди за найкращу перекладену книгу або незалежної премії зарубіжної літератури. У 2020 році через пандемію COVID-19 нагорода була присуджена всім шести авторам, які увійшли до короткого списку, а призові гроші розділили порівну.

## Переможці та шорт-листи

### 2009 рік
- Daniel Alarcón, Lost City Radio (English, trans. Friederike Meltendorf)[4][5]
- Mahmoud Dowlatabadi, زوال کلنل (Farsi, trans. Bahman Nirumand)
- Rawi Hage, De Niro's Game (English, trans. Gregor Hens)
- Aleksandar Hemon, Lazarus (English, trans. Rudolf Hermstein)
- Martín Kohan, Dos veces junio (Spanish, trans. Peter Kultzen)
- Dinaw Mengestu, The beautiful Things that Heaven bears (English, trans. Volker Oldenburg)

### 2010 рік
- Édouard Glissant, La terre magnétique: les errances de Rapa Nui, l'île de Pâques (фр., пер. Беат Тіл)
- Yasmina Khadra, Ce que le jour doit à la nuit (фр., пер. Regina Keil-Sagawe)
- Іюнь Лі, The Vagrants (англ., пер. Anette Grube)
- Шахріар Манданіпур, Цензура іранської історії кохання (англійська, пер. Урсула Баллін)
- Дінав Менгесту, Як читати повітря (англійська, пер. Фолькер Ольденбург)
- Daniyal Mueenuddin, In Other Rooms, other Wonders (англ., пер. Брігіт Генріх)
- </img> Marie NDiaye, Trois femmes puissantes (фр., пер. Claudia Kalscheuer)[6]

### 2011 рік
- José Eduardo Agualusa, Barroco tropical (порт., пер. Майкл Кеглер)
- Joanna Bator, Piaskowa góra (польська, пер. Esther Kinsky)
- Edwidge Danticat, The Dew Breaker (англ., пер. Сюзанн Урбан)
- Mathias Énard, Zone (франц., пер. Хольгер Фок і Сабіна Мюллер)
- Еліас Хурі, يالو (араб., пер. Лейла Чамман)
- </img> Михайло Шишкін, Венерин Волос (рос., пер. Андреас Третнер)[7]

### 2012 рік
- Jaume Cabré, Jo confesso (каталонська, пер. Кірстен Брандт і Петра Зікманн)
- </img> Mircea Cărtărescu, Corpul (румунська, пер. Герхард Чейка та Фердинанд Леопольд)
- Nedim Gürsel, Allah'ιn Kιzlarι (турецька, пер. Barbara Yurtdas)
- Том Маккарті, C (англійська, пер. Бернхард Роббен)
- Péter Nádas, Párhuzamos történetek (угор., пер. Крістіна Віраг)
- Téa Obreht, The Tiger's Wife (англ., пер. Беттіна Абарбанелл)

### 2013 рік
- Андрій Бітов, Преподаватель симметрии (рос., пер. Розмарі Тітце)
- </img> Teju Cole, Open City (англ., пер. Christine Richter-Nilsson)[8][9]
- Lloyd Jones, Hand me down World (англ., пер. Grete Osterwald)
- Valeria Luiselli, Los Ingrávidos (ісп., пер. Dagmar Ploetz-Timm)
- Захар Прилєпін, Санькя (рос., пер. Еріх Кляйн і Сюзанна Махт)
- Жан Ролен, Un chien mort après lui (французька, пер. Гольгер Фок і Сабіна Мюллер)

### 2014 рік
- Zsófia Bán, Amikor még csak az állatok éltek (угор., пер. Terézia Mora)
- Георгій Господинов, Физика на тъгата (болг., пер. Олександр Сіцманн)
- Мохсін Гамід, Як стати брудним багатством у зростаючій Азії (англійська, пер. Ейке Шенфельд)
- Бернардо Кучінскі, К. (порт., пер. Саріта Брандт)
- </img> Dany Laferrière, L'énigme du retour (фр., пер. Беат Тіл)[10]
- Мадлен Тієн, Собаки на периметрі (англ., пер. Алмут Карстенс)

### 2015 рік
- NoViolet Bulawayo, We Need New Names (англ., пер. Міріам Манделков)
- Patrick Chamoiseau, L'empreinte à Crusoé (фр., пер. Беат Тіл)
- Daša Drndić, Sonnenschein (хорв., пер. Brigitte Döbert і Blanka Stipetić)
- Gilbert Gatore, Le passé devant soi (фр., пер. Katja Meintel)
- </img> Амос Оз, הבשורה על-פי יהודה (іврит, пер. Мір'ям Пресслер)[11]
- Krisztina Tóth, Akvárium (угор., пер. György Buda)

### 2016 рік
- Йоганнес Анюру, En storm kom från paradiset (шведська, пер. Пауль Берф)
- Joanna Bator, Ciemno, prawie noc (польська, пер. Ліза Палмес)
- Alexander Ilitschewski, Перс (рос., пер. Андреас Третнер)
- Valeria Luiselli, La historia de mis dientes (ісп., пер. Dagmar Ploetz)
- </img> Shumona Sinha, Assommons les pauvres! (франц., пер. Lena Müller)[12]
- Іван Владиславич, Double Negative (англ., пер. Томас Брюкнер)

### 2017 рік
- Хамед Аббуд, يصنع كعكة عيد (араб., пер. Лариса Бендер)
- Альберто Баррера Тишка, Patria o muerte (ісп., пер. Матіас Стробель)
- Han Kang, <i id="mw_w">채식주의자</i> (кор., пер. Кі-Хян Лі)
- Аманда Лі Ко, Міністерство моральної паніки (англ., пер. Zoë Beck)
- </img> Фістон Мванза Муджіла, Трамвай 83 (французька, пер. Катаріна Майєр і Лена Мюллер)[13]
- Ziemowit Szczerek, Przyjdzie Mordor i nas zje, czyli Tajna historia Słowian (польська, пер. Thomas Weiler)

### 2018 рік
- Anuk Arudpragasam, The Story of a Brief Mariage (англ., пер. Ганнес Майєр)
- Віржині Деспент, Вернон Субутекс (франц., пер. Клаудія Стейніц)
- Maxim Ossipow, Nach der Ewigkeit (пер. Біргіт Файт)
- </img> Ivana Sajko, Ljubavni roman (хорв., пер. Аліда Бремер)
- Éric Vuillard, L'ordre du jour (фр., пер. Нікола Дені)
- Еліот Вайнбергер, Привиди птахів (англ., пер. Беатріс Фасбендер)

### 2019 рік
- Hélène Cixous, Homère est morte (франц., пер. Клаудія Сімма)
- Zoltán Danyi, A dögeltakarító (угор., пер. Terézia Mora)
- Ariana Harwicz, Mátate, amor (ісп., пер. Dagmar Ploetz)
- </img> Fernanda Melchor, Temporada de huracanes (ісп., пер. Анжеліка Аммар)
- Джеральд Мурнан, Прикордонні округи (англійська, пер. Райнер Г. Шмідт)
- Ішай Сарід, מפלצת הזיכרון (іврит, пер. Рут Ахлама)

### 2020 рік
Усі шість авторів, які увійшли до короткого списку, отримали нагороду.
- Yevgenia Belorusets, Щасливі падіння (Ukrainian/Russian, trans. Claudia Dathe)
- Amir Hassan Cheheltan, محفل عاشقان ادب (Farsi, trans. Jutta Himmelreich)
- Angel Igov, Кротките (Bulgarian, trans. Andreas Tretner)
- James Noël, Belle Merveille (French, trans. Rike Bolte)
- Chigozie Obioma, An Orchestra of Minorities (English, trans. Nicolai von Schweder-Schreiner)
- Isabel Waidner, Gaudy Bauble (English, trans. Ann Cotten)

### 2021 рік
- Fatima Daas, La petite dernière (French, trans. Sina de Malafosse)
- Jonas Eika, Efter solen (Danish, trans. Ursel Allenstein)
- Fang Fang, 软埋 (Mandarin, trans. Michael Kahn-Ackermann)
- Ava Farmehri, Through the sad Wood our Corpses will hang (English, trans. Sonja Finck)
- Nastassja Martin, Croire aux fauves (French, trans. Claudia Kalscheuer)
- Jenny Offill, Weather (English, trans. Melanie Walz)

### 2022 рік
- Can Xue, 新世纪爱情故事(мандарин, переклад Карін Бетц)
- Олександр Гемон, Мої батьки: Вступ / Це не належить тобі (англ., пер. Геннінг Аренс)
- Juhani Karila, Pienen hauen pyydystys (фін., пер. Максиміліан Мурманн)
- </img> Крістіна Моралес, Lectura fácil (ісп., пер. Friederike von Criegern)[14]
- Аданія Шиблі, تفصيل ثانوي (араб., пер. Гюнтер Орт)
- Андреа Томпа, Омерта. Hallgatások könyve (угор., пер. Terézia Mora)

### 2023 рік
- Дон Мі Чой, DMZ Colony (англ., пер. Uljana Wolf)
- Вероніка Гербер Бічеччі, Conjunto vacío (ісп., пер. Біргіт Вейльгуні)
- Чері Джонс, Як однорука сестра підмітає свій дім (англ., пер. Карен Гервіг)
- Péter Nádas, Rémtörténetek (угор., пер. Генріх Айстерер)
- Марієт Наварро, Ультрамарин (франц., пер. Софі Біз)
- Mohamed Mbougar Sarr, La plus secrète mémoire des hommes (франц., пер. Хольгер Фок і Сабіна Мюллер)
- Марія Степанова, Девушки без одежды (рос., пер. Olga Radetzkaja)
- Eva Viežnaviec, Па що йдеш, вовча? (білоруська, пер. Тіна Вюншман)